# Lotnictwo łącznikowe
Lotnictwo łącznikowe – jeden z rodzajów lotnictwa pomocniczego (wsparcia), spełniający ważną rolę w systemie łączności dowodzenia i współdziałania na rzecz dowódców i sztabów związków operacyjnych i taktycznych.
Pododdziały (oddziały) lotnictwa łącznikowego organizacyjnie mogą wchodzić w skład związków wszystkich rodzajów sił zbrojnych → Rodzaje sił zbrojnych w Wojsku Polskim. Lotnictwo łącznikowe realizuje swoje zadania wykorzystując samoloty łącznikowe.

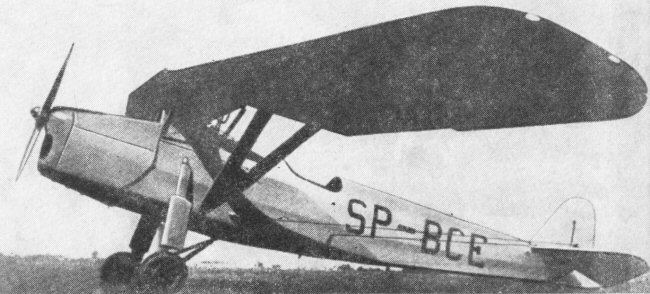
Samolot szkolny RWD-8

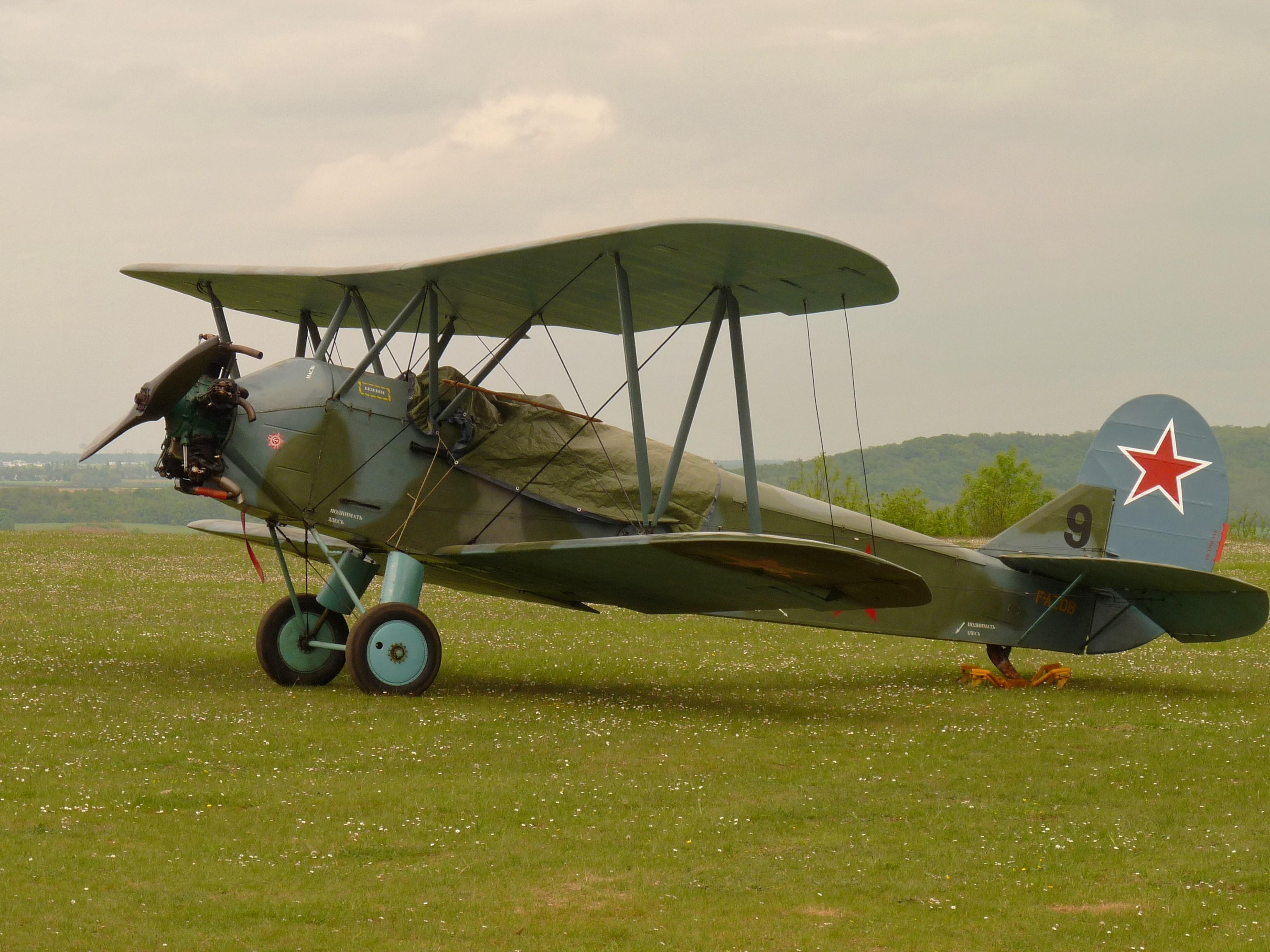
Samolot wielozadaniowy Po-2

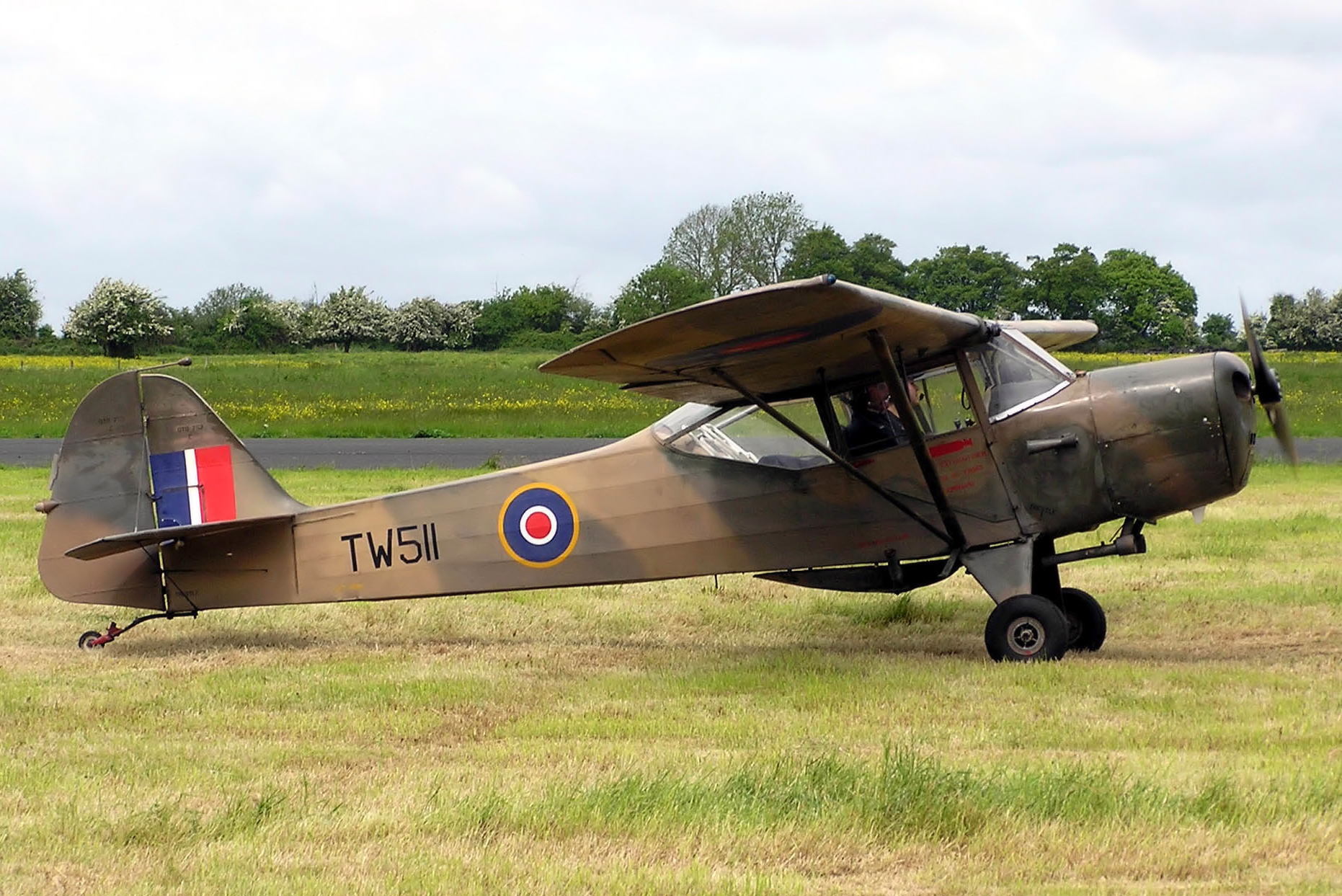
Samolot British Taylorcraft Auster

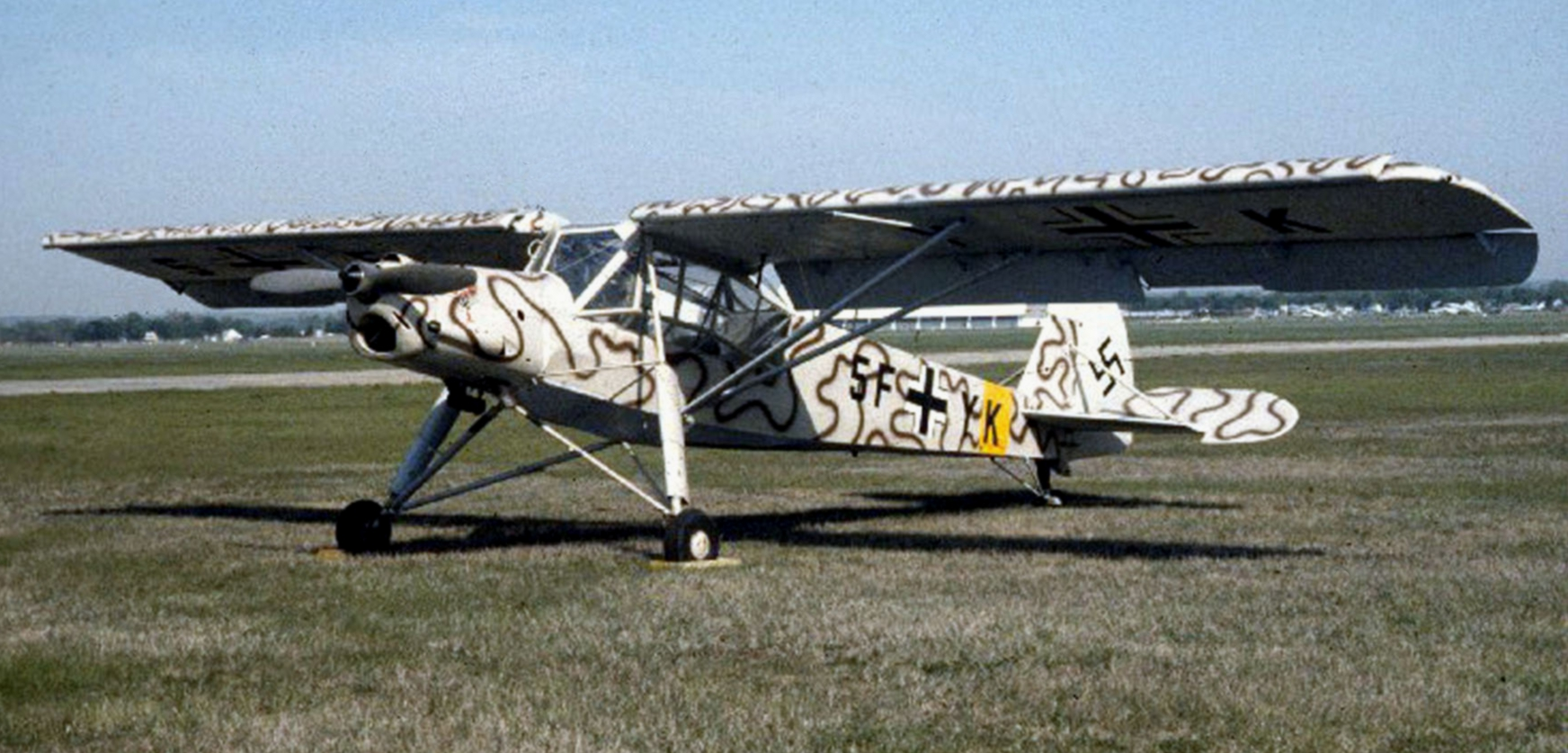
Samolot Fieseler Fi 156 Storch

W polskim planie mobilizacyjnym „W” przewidziano utworzenie dwunastu plutonów łącznikowych oznaczonych kolejnymi numerami od 1 do 12. Jednostkami mobilizującymi były pułki lotnicze. Każdy z sześciu pułków formował dwa plutony. Cztery plutony były mobilizowane niejawnie przez 3 i 4 Pułk Lotniczy, natomiast pozostałe były formowane w I rzucie mobilizacji powszechnej. Wszystkie pododdziały zostały zmobilizowane na przełomie sierpnia i września 1939 roku, i wzięły udział w kampanii wrześniowej. W toku działań wojennych zostały improwizowane kolejne dwa pododdziały → plutony łącznikowe II RP.
Plutony łącznikowe posiadały po trzy samoloty szkolne RWD-8 lub PWS-26 pochodzące z poszczególnych aeroklubów regionalnych oraz ośrodków szkolenia lotniczego. Personel latający stanowili żołnierze rezerwy. Jednym z pilotów był Bohdan Arct, późniejszy dowódca 316 Dywizjonu Myśliwskiego Warszawskiego.
„Załogi plutonów łącznikowych latając podczas Wojny Obronnej 1939 roku na powolnych i nie uzbrojonych samolotach, zapisały jedną z najpiękniejszych kart w historii polskiego lotnictwa, wykonując powierzone zadania z pełnym poświęceniem, w ustawicznym zagrożeniu od lotnictwa nieprzyjaciela, jak też niemieckiej obrony przeciwlotniczej oraz - niestety - własnej”.
Lotnictwo Ludowego Wojska Polskiego, w latach 1944-1945 występujące pod nazwą „Lotnictwo Frontu Wojska Polskiego”, miało w swoim składzie jeden oddział i siedem pododdziałów lotnictwa łącznikowego:
- 17 Pułk Lotnictwa Łącznikowego → Dowództwo Lotnictwa Frontu WP
- 2 Samodzielna Lotnicza Eskadra Łączności → 1 Mieszany Korpus Lotniczy
- 3 Samodzielna Saska Lotnicza Eskadra Łączności → 2 Armia Wojska Polskiego
- 4 Samodzielna Lotnicza Eskadra Łączności Frontu → Naczelne Dowództwo WP
- 5 Samodzielna Lotnicza Eskadra Łączności Frontu → Naczelne Dowództwo WP
- 103 Samodzielna Eskadra Lotnictwa Łącznikowego → 1 Armia Wojska Polskiego
- Klucz Samolotów Łączności Korpusu Pancernego → 1 Drezdeński Korpus Pancerny
- 2 Klucz Samolotów Łączności Dowództwa Wojsk Pancernych i Zmotoryzowanych WP

Jednostki lotnictwa łącznikowego były zorganizowane według radzieckich etatów i wyposażone w radzieckie samoloty wielozadaniowe Po-2.